# After Here Through Midland
After Here Through Midland è il secondo album discografico dei Cock Robin gruppo pop rock statunitense; è stato pubblicato nel 1987. L'album raggiunse la 166ª posizione della classifica Billboard. Nel disco è presente Just Around the Corner, uno dei singoli di maggior successo del gruppo. Tutte le canzoni sono state sono scritte e musicate da Peter Kingsbery.

## Tracce
1. Just Around the Corner - 4:13
2. The Biggest Fool of All - 4:22
3. El Norte - 4:43
4. I'll Send Them Your Way - 4:15
5. Another Story - 3:55
6. Coward's Courage - 4:44
7. Every Moment - 4:06
8. Precious Dreams - 4:26
9. After Here Through Midland - 4:10

## Formazione
- Peter Kingsbery - voce, tastiere, basso
- Anna LaCazio - voce

## Altri musicisti
- Tim Pierce: chitarra
- Denny Fongheiser: batteria, percussioni,
- Dennis Herring: chitarra acustica in The Biggest Fool Of All
- Brian Kilgore: conga in Precious Dreams